# Daniela Müller
Daniela Müller (3 aprile 1984) è un'ex sciatrice alpina austriaca.

## Biografia
Originaria di Kreuth di Bad Bleiberg e attiva in gare FIS dal marzo del 2000, la Müller esordì in Coppa Europa il 17 febbraio 2002 a Bad Hofgastein in slalom speciale e in Coppa del Mondo il 29 dicembre 2001 a Lienz nella medesima specialità, in entrambi i casi senza completare la prova. Ai Mondiali juniores di Tarvisio 2002 vinse la medaglia d'argento nel supergigante e quella di bronzo nella combinata.
Ottenne il primo podio in Coppa Europa il 18 dicembre 2003 a Ponte di Legno/Passo del Tonale in discesa libera (3ª) e ai successivi Mondiali juniores di Maribor 2004 vinse la medaglia di bronzo nella medesima specialità. Sempre in discesa libera conquistò l'unica vittoria in Coppa Europa (nonché ultimo podio), il 15 gennaio 2005 a Megève, ottenne il miglior piazzamento in Coppa del Mondo, il 2 dicembre dello stesso anno a Lake Louise (50ª), e prese per l'ultima volta il via in Coppa del Mondo, il 17 dicembre successivo a Val-d'Isère senza completare la prova. Si ritirò al termine della stagione 2006-2007 e la sua ultima gara fu lo slalom gigante dei Campionati sloveni 2007, disputato il 31 marzo a Innerkrems e chiuso dalla Müller al 3º posto; in carriera non prese parte a rassegne olimpiche o iridate.

## Palmarès

### Mondiali juniores
- 3 medaglie:
  - 1 argento (supergigante a Tarvisio 2002)
  - 2 bronzi (combinata a Tarvisio 2002; discesa libera a Maribor 2004)

### Coppa Europa
- Miglior piazzamento in classifica generale: 19ª nel 2004
- 4 podi:
  - 1 vittoria
  - 1 secondo posto
  - 2 terzi posti

#### Coppa Europa - vittorie
| Data            | Località | Paese   | Specialità |
| --------------- | -------- | ------- | ---------- |
| 15 gennaio 2005 | Megève   | Francia | DH         |

Legenda:

DH = discesa libera

### Campionati austriaci
- 2 medaglie:
  - 1 oro (combinata nel 2002)
  - 1 bronzo (discesa libera nel 2007)